# Dobrúixine
Dobrúixine (en (ucraïnès): Добрушине) és un poble de la República Autònoma de Crimea a Ucraïna, que el 2014 tenia 1.213 habitants. Pertany al districte rural de Saki. Fins al 1948 la vila es deia Ibraïm-Bai.